# Carpoolers
Carpoolers è una sitcom statunitense, prodotta dagli ABC Studios, andata in onda sul canale ABC dal 2 ottobre 2007 al 4 marzo 2008. La serie venne cancellata dopo 13 episodi trasmessi. In Italia è andata in onda dal 28 settembre 2008 sul canale satellitare FX.
La serie vedeva il ritorno in TV oltre che di Jerry O'Connell (Crossing Jordan), anche delle attrici Faith Ford (Hope & Faith) e di Allison Munn (Le cose che amo di te).

## Trama
Gracen, Laird, Dougie e Aubrey sono quattro uomini che non hanno nulla in comune, a parte il luogo di lavoro. Nonostante facciamo infatti quattro lavori diversi, lavorano tutti nello stesso edificio. Così Laird, Aubrey e Gracen decidono di comprare una macchina in comune per andare e tornare dal lavoro tutti i giorni insieme. Al loro gruppo si aggiunge nel primo episodio Dougie. Questa sit-com è interamente ambientata nella macchina che usano per andare al lavoro o nelle loro quattro case. La diversità tra i personaggi - Gracen ha moglie e figlio che lavorano e guadagnano più di lui, Laird è un dentista appena divorziato a cui la moglie ha portato via tutto, compreso il divano di casa, e che si autoproclama playboy, Dougie si è appena sposato, mentre Aubrey è alle prese con una moglie perennemente immobile davanti alla TV e con una decina di figli che scorrazzano per casa - crea gag esilaranti e scene di vita improbabili ma con uno sfondo ironico sulla vita di tutti i giorni.

## Personaggi
- Laird Holcomb, interpretato da Jerry O'Connell.
È un dentista ed è colui che proposto per primo il carpool (ovvero la condivisione della macchina). È stato sposato, ma ora è divorziato. La moglie gli ha portato via ogni centesimo e ogni mobile di casa: ora infatti Laird vive in una casa vuota ad eccezione del televisore e di alcuni piccoli elettrodomestici donati dai suoi amici. Ora che è single, si è dato alla pazza vita uscendo con ragazze più giovani.
- Gracen Brooker, interpretato da Fred Goss.
È il solito conservatore, con poca fiducia in se stesso e una moglie bellissima. Suo figlio ha appena trovato lavoro e guadagna più di lui, nonostante sia un ragazzo tonto e fra le nuvole. La moglie invece guadagna un sacco di soldi con il suo hobby: vendere case. Gracen è un "mediatore", una specie di psicologo per coppie e famiglie.
- Dougie, interpretato da Tim Peper.
È l'ultimo arrivato ed è giovane e inesperto. È all'inizio del suo matrimonio e ama moltissimo sua moglie. Entrambi sembrano essere innocenti e timidi ai limiti dell'umano. Dougie guida una Toyota Prius ibrida che sta a dimostrare ancora di più quanto egli sia un personaggio perbenista e coscienzioso. Nei primi due episodi finisce spesso con l'essere investito, specie nel parcheggio del suo luogo di lavoro.
- Aubrey Williber, interpretato da Jerry Minor.
È un uomo di colore con una moglie e una decina di figli. Della moglie si vedono sempre solo i grossi piedoni davanti alla tv, mentre i figli sono sempre in giro per casa a urlare e a correre. Aubrey è molto paziente e si prende cura della sua famiglia, ma a volte scappa via da casa per prendersi dei momenti di pace.
- Leila Brooker, interpretata da Faith Ford.
È la bellissima moglie di Gracen.
- Marmaduke Brooker.
È il figlio tonto di Gracen.
- Cindy, interpretata da Allison Munn.
È l'innocente neomogliettina di Dougie.

## Episodi
| Stagione       | Episodi | Prima TV originale | Prima TV Italia |
| -------------- | ------- | ------------------ | --------------- |
| Prima stagione | 13      | 2007-2008          | 2008            |